# 카자흐인
카자흐인(카자흐어: Қазақ 카작, 러시아어: Казах 카자흐[*])은 카자흐스탄의 주요 민족이다. 투르크계 민족에 속하며 주로 카자흐스탄에 거주한다.

## 이름
본래 "카자흐"는 중세 중앙아시아에서 새로 독립한 세력을 가리키던 일반명사로 "얽매이지 않은 자"라는 뜻으로 사용되었다. 민족명으로서는 15세기 카자흐 칸국이 세워진 이후로 사용되기 시작했으며 이곳에 영향력을 뻗친 러시아가 이 이름을 공식화시켰다. 러시아와 우크라이나의 대초원에 살던 코사크인(Cossacks)의 이름도 킵차크어의 같은 어원에서 나왔다고 추정된다.

## 역사

### 기원
오늘날 카자흐인이 거주하는 카자흐스탄 지역은 고대에 인도이란계 유목민들이 살던 곳이였는데 튀르크인들이 들어오며 많은 유목민들을 흡수하여 튀르크화시켰다고 추정된다. 예니세이 강 상류에 있던 몽골로이드 계통 철륵이 동진한 돌궐에 병합되어 튀르크화되었고 이후 튀르크인과 인도유럽어족계 유목민들이 전부 서진하자 공백이 생긴 카자흐스탄과 키르기스스탄 땅에 몽골로이드 혈통의 튀르크 유목민들이 중세에 예니세이 강 상류에서부터 서쪽으로 이동하여 현 카자흐스탄에 정주하게 되었다.

### 근대
몽골 제국에서 파생된 킵차크 칸국이 15세기 멸망하며 갈라져 나온 카자흐 칸국이 카자흐인의 민족 정체성의 직접적 기원이 되었다. 당시까지 이들은 "우즈베크인"이나 "타타르인" 등 여러 이름으로 불렸다. 카자흐인의 사회는 전통적으로 3개의 주즈(жүз)라는 부족연합 단위로 구성되어 있었다. 18세기부터 러시아 제국이 중앙아시아로 군사적 세력을 서서히 확장하기 시작하였고, 특히 대영제국과의 그레이트 게임이 심화된 19세기에는 카자흐스탄에 러시아식 통치 체제를 도입하고 정착민들이 이주하는 등 식민화가 일어났다. 이에 반발한 카자흐인들은 여러 차례 저항운동을 일으켰으며 특히 1916년 중앙아시아 반란이 가장 큰 규모로 일어났다.

### 현대
1917년 제정 러시아가 멸망하고 카자흐인들은 알라시 자치국을 선포하여 일시적인 독립을 누렸으나 곧 볼셰비키 세력에 진압되어 1920년 러시아 소비에트 연방 사회주의 공화국 산하의 키르기스 소비에트 사회주의 공화국이 수립되었다. 이후 1925년 카자흐 소비에트 사회주의 공화국을 거쳐 카자흐 소비에트 사회주의 공화국이 되었다. 카자흐인들은 소련 통치에 저항하여 바스마치 운동을 일으켰으나 끝내 1920년대에 붉은 군대에 진압되었다.
1930년대 초 소비에트 연방이 강제 집단 농장화하였고 공산화 이념을 따르는 카자흐 지도층이 전통적인 카자흐 사회를 해체하다 정책 실패가 일어나 카자흐스탄에 대규모 기아(1930-1933년 카자흐스탄 대기근)가 발생하였다. 1926년과 1939년 사이 카자흐 인구는 가뭄과 기아로 인해 22% 감소하였다. 한편 소련 당국에 의해 1930년대 고려인부터 시작하여 1940년대에는 볼가 독일인, 그리스인, 크림 타타르인 등이 카자흐스탄으로 강제 이주되었다. 1959년에 이르러서는 카자흐인이 카자흐스탄에서 인구 30%를 차지하는 소수민족으로 전락했다.
소련 붕괴 이후 독립한 카자흐스탄은 세계에서 9번째로 큰 나라이자 가장 큰 내륙국으로 한반도의 13배에 달하는 영토(272만 4,900 km2)를 가졌다. 북쪽으로 러시아와 6,846 km에 달하는 국경을 맞대고 있으며 동쪽으로는 중화인민공화국, 남쪽으로는 투르크메니스탄, 우즈베키스탄, 키르키즈스탄에 접한다. 영토 대부분이 중앙아시아에 속하지만 카스피해에 면하는 우랄산맥 서쪽은 동유럽에 속한다.

## 문화

### 생활
양과 염소를 주요 가축으로 하는 유목민이며, 말이나 소, 낙타도 키운다. 그러나 키르기스족, 카라칼파크인, 투르크멘족과 같이 점차 농경민으로 전환되어 가고 있으며, 소의 중요성이 증대되고 있다. 또 목축경제도 현대화하고 있으며, 옛날처럼 광범위한 이동은 그다지 필요없게 되었다. 지금의 카자흐인들은 러시아인과 생활의 유사점이 많다고 생각된다.

### 종교
고대에는 토착 샤머니즘을 믿었으나 킵차크 칸국의 역사적 영향으로 오늘날에는 이슬람교가 절대다수를 차지하고 있다. 한편 15~16세기에는 수피즘이 도입되었다.

### 언어
카자흐어를 사용하며 주변의 많은 언어들처럼 튀르크어족에 속한다. 소련 시대 키릴 문자 표기가 도입되었으나 독립 이후 라틴 문자 표기로 전환하려는 계획이 이루어지고 있다.

## 국가별 카자흐인

### 러시아
러시아 연방의 카자흐인 인구는 주로 카자흐스탄과의 접경 지대에 집중되어 있으며 2002년 조사 기준 인구는 654,000명이다.

### 중국
18세기 청나라에 의한 준가르 오이라트인 대학살 이후 오늘날 신장 자치구의 북부인 준가리아로 일부 인구가 이동하였다. 현재 중화인민공화국이 공인하는 56개 민족 중 하나이며, 인구는 2020년 조사 기준 1,562,518명이다.

### 몽골
19세기 러시아 제국 군대를 피해 중앙 주즈의 카자흐족 일부가 몽골 서부의 바잉-울기 지방에 정착하였다. 2020년 기준 이들의 인구는 121,000명이다.

### 우즈베키스탄
2021년 기준 821,000명의 카자흐인이 우즈베키스탄에 거주하고 있다. 이들은 주로 카라칼팍스탄과 우즈베키스탄 북부에 거주한다.

## 같이 보기
- 튀르크족